# Костадин Ничев
Костадин Иванов Ничев (роден на 22 юли 1988 г.) е български футболист, който играе на поста защитник.

## Кариера
На 11 юни 2018 г. Ничев подписва двугодишен договор с Ботев (Пловдив).
На 4 август 2020 г. подписва с врачанския Ботев. Дебютира на 28 февруари 2021 г. при загубата с 0:3 като домакин на Царско село.